# Campionati europei di cricket T10 maschile 2023
I Campionati europei di cricket T10 maschile 2023 si sono svolti dal 16 al 20 ottobre a Cártama, in Spagna: al torneo hanno partecipato sette squadre. 

## Regolamento

### Formula
La formula ha previsto:
- Fase a gironi, disputata con girone all'italiana: la prima classificata accede alla finale, la seconda classificata all'elimination 2 e la terza e la quarta classificata all'elimination 1

## Qualificazioni
Le nazionali qualificate al torneo sono state:
| Metodo di qualificazione | Posti | Squadre     |
| ------------------------ | ----- | ----------- |
| Campione uscente         | 1     | Paesi Bassi |
| Gruppo A                 | 1     | Spagna      |
| Gruppo B                 | 1     | Jersey      |
| Gruppo C                 | 1     | Italia      |
| Gruppo D                 | 1     | Irlanda     |
| Gruppo E                 | 1     | Inghilterra |
| Gruppo F                 | 1     | Germania    |
| Totale                   | 7     |             |

## Torneo

### Fase a gironi

#### Risultati
| 16 ottobre 2024 Cartama Oval, Cártama | Spagna      | 158/7 - 153/5 | Jersey      | Spagna vince di 5 runs          |
| 16 ottobre 2023 Cartama Oval, Cártama | Italia      | 118/4 - 117   | Paesi Bassi | Italia vince di 6 wickets       |
| 16 ottobre 2024 Cartama Oval, Cártama | Spagna      | 165/6 - 216/3 | Irlanda     | Irlanda vince di 51 runs        |
| 16 ottobre 2023 Cartama Oval, Cártama | Jersey      | 76/9 - 155/6  | Inghilterra | Inghilterra vince di 79 runs    |
| 16 ottobre 2024 Cartama Oval, Cártama | Germania    | 132/1 - 130/7 | Irlanda     | Germania vince di 9 wickets     |
| 17 ottobre 2023 Cartama Oval, Cártama | Italia      | 170/2 - 174/2 | Spagna      | Spagna vince di 8 wickets       |
| 17 ottobre 2024 Cartama Oval, Cártama | Germania    | 53 - 183/2    | Inghilterra | Inghilterra vince di 130 runs   |
| 17 ottobre 2023 Cartama Oval, Cártama | Paesi Bassi | 126/6 - 122/9 | Irlanda     | Paesi Bassi vince di 4 wickets  |
| 17 ottobre 2024 Cartama Oval, Cártama | Germania    | 142/3 - 141/7 | Jersey      | Germania vince di 7 wickets     |
| 17 ottobre 2023 Cartama Oval, Cártama | Paesi Bassi | 125/4 - 121/5 | Inghilterra | Paesi Bassi vince di 6 wickets  |
| 18 ottobre 2024 Cartama Oval, Cártama | Jersey      | 199/5 - 159/6 | Irlanda     | Jersey vince di 40 runs         |
| 18 ottobre 2023 Cartama Oval, Cártama | Italia      | 118/7 - 119/3 | Inghilterra | Paesi Bassi vince di 7 wickets  |
| 18 ottobre 2024 Cartama Oval, Cártama | Germania    | 122/9 - 125/4 | Paesi Bassi | Paesi Bassi vince di 6 wickets  |
| 18 ottobre 2023 Cartama Oval, Cártama | Spagna      | 141/4 - 142/2 | Inghilterra | Inghilterra vince di 8 wickets  |
| 18 ottobre 2024 Cartama Oval, Cártama | Italia      | 130/4 - 139/7 | Germania    | Germania vince di 9 runs        |
| 18 ottobre 2023 Cartama Oval, Cártama | Spagna      | 144/4 - 140/5 | Paesi Bassi | Spagna vince di 6 wickets       |
| 19 ottobre 2024 Cartama Oval, Cártama | Inghilterra | 122/5 - 124/5 | Irlanda     | Irlanda vince di 5 wickets      |
| 19 ottobre 2023 Cartama Oval, Cártama | Jersey      | 124/7 - 125/2 | Paesi Bassi | Paesi Bassi vince di 8 wickets  |
| 19 ottobre 2024 Cartama Oval, Cártama | Irlanda     | 119/1 - 114/8 | Italia      | Irlanda vince di 9 wickets      |
| 19 ottobre 2023 Cartama Oval, Cártama | Spagna      | 125/3 - 124/6 | Germania    | Spagna vince di 7 wickets       |
| 19 ottobre 2024 Cartama Oval, Cártama | Italia      | Abbandonata   | Jersey      | Partita abbandonata per pioggia |

#### Classifica
| Pos. | Squadra     | Pt | G | V | P | NRR    |
| ---- | ----------- | -- | - | - | - | ------ |
| 1.   | Inghilterra | 8  | 6 | 4 | 2 | +4.223 |
| 2.   | Paesi Bassi | 8  | 6 | 4 | 2 | +0.802 |
| 3.   | Spagna      | 8  | 6 | 4 | 2 | +0.362 |
| 4.   | Irlanda     | 6  | 6 | 3 | 3 | +0.866 |
| 5.   | Germania    | 6  | 6 | 3 | 3 | -1.697 |
| 6.   | Jersey      | 3  | 5 | 1 | 4 | -2.685 |
| 7.   | Italia      | 3  | 5 | 1 | 4 | -3.179 |

      Qualificata in finale
      Qualificata all'eliminator 1
      Qualificata all'eliminator 2

### Fase a eliminazione diretta
|  | Play-off | Play-off | Play-off |             |       | Semifinali  | Semifinali | Semifinali |  |  | Finale | Finale | Finale |  |
|  |          |          |          |             |       |             |            |            |  |  |        |        |        |  |
|  |          |          |          |             |       | 3           | Spagna     | 182/4      |  |  |        |        |        |  |
|  |          |          |          |             |       | 3           | Spagna     | 182/4      |  |  |        |        |        |  |
|  |          |          | 2        | Paesi Bassi | 185/4 |             |            |            |  |  |        |        |        |  |
|  | 3        | Spagna   | 2        | Paesi Bassi | 185/4 | 143/3       |            |            |  |  |        |        |        |  |
|  | 3        | Spagna   |          |             |       |             |            |            |  |  |        |        |        |  |
|  | 4        | Irlanda  | 139/6    |             |       |             |            |            |  |  |        |        |        |  |
|  | 4        | Irlanda  | 139/6    |             | 2     | Paesi Bassi | 145/3      |            |  |  |        |        |        |  |
|  |          |          |          |             |       |             |            |            |  |  |        |        |        |  |
|  |          |          | 1        | Inghilterra | 146/2 |             |            |            |  |  |        |        |        |  |

#### Risultati fase eliminazione diretta
| 20 ottobre 2023 Cartama Oval, Cártama | Spagna      | 143/3 - 139/6 | Irlanda     | Spagna vince di 7 wickets      |
| 20 ottobre 2023 Cartama Oval, Cártama | Paesi Bassi | 185/4 - 182/4 | Spagna      | Paesi Bassi vince di 6 wickets |
| 20 ottobre 2023 Cartama Oval, Cártama | Inghilterra | 146/2 - 145/3 | Paesi Bassi | Inghilterra vince di 8 wickets |